# جويدو كافالكانتي
جويدو كافالكانتي (بين 1250 و 1259 - أغسطس 1300) كان شاعرًا إيطاليًا. صديقًا لدانتي أليغييري.

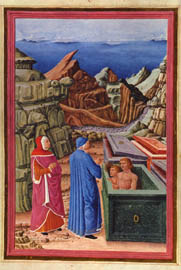
دانتي وفيرجيل يتحدثان إلى كافالكانتي، والد غيدو، في مشهد من جحيم دانتي

## روابط خارجية
- جويدو كافالكانتي على موقع الموسوعة البريطانية (الإنجليزية)
- جويدو كافالكانتي على موقع ميوزك برينز (الإنجليزية)
- جويدو كافالكانتي على موقع إن إن دي بي (الإنجليزية)
- جويدو كافالكانتي على موقع ديسكوغز (الإنجليزية)